# Акфред I (граф Каркассона)
Акфред I (фр. Acfred Ier; ок. 830/840 — 906, до 19 февраля) — граф Каркассона и Разеса (около 879—906), представитель династии Беллонидов.

## Биография

### Ранние годы
Вероятнее всего, Акфред I был вторым сыном правителя Каркассона Олибы I, скончавшегося в 837 году. Однако, поскольку в раннесредневековых исторических источниках имя отца Акфреда не называется, выдвигаются предположения, согласно которым он мог быть внуком или племянником Олибы.
Возможно, около 865 года Акфред I и его старший брат Олиба II получили в совместное управление графство Разес, ставшее приданым супруги Акфреда Аделинды, дочери графа Бернара Плантвелю. Не позднее 870 года Олиба II был наделён королём Западно-Франкского государства Карлом II Лысым ещё и Каркассонским графством, что позволило братьям вновь соединить в своих руках все владения Олибы I, которых их семья лишилась после его смерти. Предполагается, что Акфред управлял Разесом от имени Олибы II, в то время как основной деятельностью его старшего брата было правление Каркассоном.
Первое упоминание имени Акфреда в современных ему исторических источниках относится к 23 сентября 873 года, когда он вместе с графами Олибой, Вифредом Волосатым и Миро Старым участвовал в освящении церкви Рождества Богородицы в селении Формигера, построенной ими в память своих общих предков. Около 879 года Олиба II умер. Вероятно, его сыновья, Бенсио и Акфред, были ещё несовершеннолетними, поэтому управление обоими графствами перешло к их дяде.

### Граф Каркассона и Разеса
Главный источник сведений о правлении Акфреда I — немногочисленные юридические акты конца IX — начала X века, дошедшие до нашего времени. Эти документы сообщают, что в 883 и 884 годах Акфред председательствовал на двух судебных заседаниях, в первом из которых участвовали также епископ Каркассона Виллеран и виконт Сикфред. Также известно о нескольких пожертвованиях, сделанных графом Каркассона находившимся в его владениях монастырям, из которых наиболее щедро были одарены аббатства Иоанна Крестителя в Монтольё и Святой Марии в Лаграсе.
Документы свидетельствуют о возможном существовании разногласий между новым монархом Западно-Франкского государства Эдом и Акфредом I: в королевских хартиях, данных каркассонским аббатствам в 888 и 890 годах, о существовании здесь графской власти вообще не упоминается, а в дарственном акте 889 года монастырю Сен-Поликарп правителем Разеса назван некий Суньер, которого идентифицируют с одноимённым графом Ампурьяса. Несмотря на это, подобно своему предшественнику, Акфред I всё правление Эда продолжал оставаться его верным вассалом. Формальным актом признания им законности перехода власти от Каролингов к Робертинам была чеканка монет, содержавших королевскую монограмму Эда. Изготовленные около 890 года, они стали первыми монетами, отчеканенными в Каркассоне, начиная с времён присоединения города к Франкскому государству в VIII веке. Так же и документы, данные в это время в Каркассонском графстве, датированы годами правления короля Эда. О взаимоотношениях Акфреда I с королём Карлом III Простоватым, вступившим на престол в 898 году, ничего не известно из-за отсутствия сведений в дошедших до нашего времени исторических источниках.
Во время своего правления Акфред I поддерживал дружеские связи с правителями графств будущей Каталонии и покровительствовал здешней епархии Эльны. В то же время, известно о его напряжённых отношениях с правителем Тулузы Эдом, претендовавшим на сюзеренитет над владениями Акфреда. Возможно, Эду удалось вынудить графа Каркассона признать свою зависимость от Тулузы, но его попытки поставить под свой личный контроль богатые каркассонские аббатства окончились безрезультатно.
Предполагается, что Акфред I скончался в 906 году, так как 19 февраля этого года датирован документ об исполнении вдовой скончавшегося графа условий его завещания. Новым правителем Каркассона стал старший племянник умершего графа, Бенсио.

### Семья
Жена: Аделинда (умерла не ранее 927), дочь графа Бернара Плантвелю и Ирменгарды Овернской. Детьми от этого брака были:
- Гильом II Молодой (умер 26 декабря 926) — герцог Аквитании (918—926)
- Акфред (умер в 927) — герцог Аквитании (926—927)
- Бернар III (умер в 932) — граф Оверни в 927 году.